# Thực dân Bồ Đào Nha tại châu Mỹ
Thực dân Bồ Đào Nha tại Mỹ châu bắt đầu vào thế kỷ 15. Bồ Đào Nha là một quốc gia khám phá thế giới. Hiệp ước Tordesillas đã tách Tân Thế giới thành khu vực Tây Ban Nha và Bồ Đào Nha vào năm 1494. Thuộc địa của Bồ Đào Nha là ở Nam Mỹ (chủ yếu là Brasil), nhưng đã thất bại trong việc định cư ở Bắc Mỹ.
Vào năm 1501 và 1502, anh em Corte-Real đã khám phá Newfoundland và Labrador và tuyên bố đây là một phần của Đế quốc Bồ Đào Nha. Các thuộc địa ở Newfoundland và Nova Scotia chỉ tồn tại trong năm năm. Các cuộc tấn công của người dân bản địa và nhiệt độ khắc nghiệt là nguyên nhân dẫn đến sự thất bại của dự án Bồ Đào Nha ở Bắc Mỹ.

## Thuộc địa Brasil
Theo Hiệp ước Tordesillas, vương quốc Bồ Đào Nha tuyên bố có tranh chấp biên giới ở các khu vực được Giovanni Caboto nhìn thấy trong năm. Do đó, trong năm thứ 7 và thứ 6, thủy thủ người Bồ Đào Nha, João Fernandes Lavrador, đã đến thăm bờ biển Đại Tây Dương và Greenland gần nhất, dựa vào những gì được gọi là bản đồ địa hình của Lavrador vào thời điểm đó.

## Thuộc địa Uruguay
Người Bồ Đào Nha thành lập thành phố đầu tiên của Uruguay, Colónia do Sacramento.